# X Canis Minoris
X Canis Minoris är en pulserande variabel av RR Lyrae-typ (RRAB)  i stjärnbilden Lilla hunden. 
Stjärnan varierar mellan visuell magnitud +12,221 och 13,139 med en period av 0,5713986 dygn eller 13,71357 timmar.